# 乔老爷上轿
乔老爷上轿是海燕电影制片厂於1959年摄制的一部黑白電影，講述的是书生乔溪在赴京赶考途中被蓝秀英母招为女婿的故事。

## 職員表
- 编剧：田念萱、刘琼
- 导演：刘琼
- 摄影：邱以仁、李崇峻
- 美工：胡偉云
- 作曲：向异
- 录音：刘广阶
- 剪辑：朱朝升
- 副导演：钱千里
- 化妆：乐羽侯、龙宝
- 演奏：上影乐团
- 指挥：陈传照[1]

## 演員表
- 韩非一一乔溪
- 李保罗一一艄公
- 孙景璐——蓝秀英
- 吴云芳——秋菊
- 阳华——蓝木斯
- 陈述——蓝心会
- 高依云——蓝母
- 黄耐霜——黄母
- 凤凰——黄丽娟
- 马骥——店妈[1]